# آرون هنری (بازیکن بسکتبال)
آرون جیمز هنری (انگلیسی: Aaron Henry؛ زادهٔ ۳۰ اوت ۱۹۹۹) بازیکن بسکتبال اهل ایالات متحده آمریکا است.